# Robert Ames (Agent)
Robert Clayton „Bob“ Ames (6. März 1934 in Philadelphia – 18. April 1983 in Beirut) war ein US-amerikanischer Nachrichtendienstoffizier und der Direktor der Nahostabteilung der CIA.

## Ausbildung und Karriere
Ames wuchs als Sohn des Stahlarbeiters Albert Ames und dessen Frau Helen in einem Arbeiterviertel von Philadelphia auf. Unter anderem wegen seiner sportlichen Leistungen als Basketballer erhielt er ein Stipendium für ein Studium an der katholischen La Salle University in seiner Heimatstadt. 1957 wurde er als Analyst von der US-Armee nach Kagnew Station in Äthiopien entsendet, wo er für Überwachung des Funkverkehrs zuständig war. Dort lernte Ames Arabisch und begann, sich intensiver mit der arabischen Welt und dem Nahen Osten zu befassen. Zu dieser Zeit war Ames bereits für die CIA tätig. Es folgten Stationen in Aden im damaligen Süd-Jemen, Libanon und Kuwait.

## Wirkung
Als Nahostdirektor und CIA-Resident an der US-Botschaft in Beirut unterhielt Ames unter anderem persönliche Beziehungen zu Ali Hassan Salameh, einem der führenden Köpfe des bewaffneten Arms der PLO. Es gelang Ames, Kontakte in die Führung der Organisation aufzubauen. Laut seinem Biografen Kai Bird bemühte sich Ames erfolglos darum, Salameh vor einem Mordanschlag durch Kommandos des israelischen Auslandsgeheimdienstes Mossad zu bewahren.
Ames galt als bedeutender Ratgeber von Ronald Reagans Außenminister George Shultz bei dessen Bemühung um eine Beilegung des Nahostkonflikts. In seiner Würdigung für den Einsatz Ames im Nahen Osten nannte CIA-Direktor William Casey ihn einen „fast unersetzlichen Mann“.
Ames starb beim Bombenanschlag auf die US-Botschaft in Beirut 1983. Er wurde auf dem Nationalfriedhof der US-Armee in Arlington bestattet.